# Osmo Turpeinen
Osmo Kalervo Turpeinen, född 15 mars 1908 i Tammerfors, död 24 april 1998 i Helsingfors, var en finländsk läkare. 
Turpeinen blev medicine och kirurgie doktor 1944, blev specialist i inre medicin 1946, var docent i näringsfysiologi vid Helsingfors universitet 1946–1954, var professor i medicinsk kemi vid Veterinärmedicinska högskolan 1947–1963 och professor i biokemi där 1963–1973. Han var rektor för nämnda högskola 1961–1963. Hans forskning gällde näringsfysiologi, lipidernas biokemi och förebyggande av hjärt-kärlsjukdomar. I några sedermera ofta citerade studier visade han att man genom att ersätta animaliska fetter med vegetabiliska kan åstadkomma en ansenlig minskning av förekomsten av kranskärlssjukdom.